# Xherdan Shaqiri
Xherdan Shaqiri (født 10. oktober 1991 i (serbisk: Gnjilane, albansk: Gjilanë), SFR Jugoslavien) er en schweizisk fodboldspiller, med Kosovo-albanske rødder, der spiller som kantspiller hos FC Basel. Han har kælenavnet: “Den magiske dværg”.

## Landshold
Xherdan Shaqiri har (pr. 30. april 2019) spillet 74 kampe og scoret 21 mål for det schweiziske landshold, som han debuterede for 3. marts 2010 i en venskabskamp mod Uruguay. Han var en del af den schweiziske trup til både VM i 2010 i Sydafrika, VM i 2014 i Brasilien, EM i 2016 i Frankrig og VM i 2018 i Rusland.
Xherdan Shaqiri var ligeledes en del af den schweiziske U21-trup som drog til U21-EM i Jylland/Danmark. Xherdan Shaqiri scorede det afgørende mål i den schweiziske 1-0 sejr mod værtslandet Danmark.

## Titler
Xherdan Shaqiri har vundet tre nationale titler i Schweiz
Schweizisk Liga
- 2010, 2011 og 2012 med FC Basel

Schweizisk Pokalturnering
- 2010 og 2012 med FC Basel

Bundesligaen
- 2013 og 2014 med FC Bayern München

DFB-Pokal
- 2013 og 2014 med FC Bayern München

DFL-Supercup
- 2012 med FC Bayern München

UEFA Champions League
- 2013 med FC Bayern München

UEFA Super Cup
- 2013 med FC Bayern München

VM for klubhold
- 2013 med FC Bayern München